# Kaliningrad-Passażyrskij
Kaliningrad-Passażyrskij (ros. Калининград-Пассажирский), znany także jako Dworzec Południowy (Южный вокзал) – główny dworzec kolejowy w Królewcu, na terenie dawnej dzielnicy Haberberg. Budynek dworca pochodzi z 1929 (proj. Hanns Hopp). Posiada połączenia m.in. do Moskwy, Petersburga i Homla. Od granicy polskiej (przejście kolejowe Braniewo-Świętomiejsce) prowadzi na dworzec jeden tor standardu normalnotorowego, co pozwala dojeżdżać tu europejskim lokomotywom i wagonom bez zmiany podwozia.

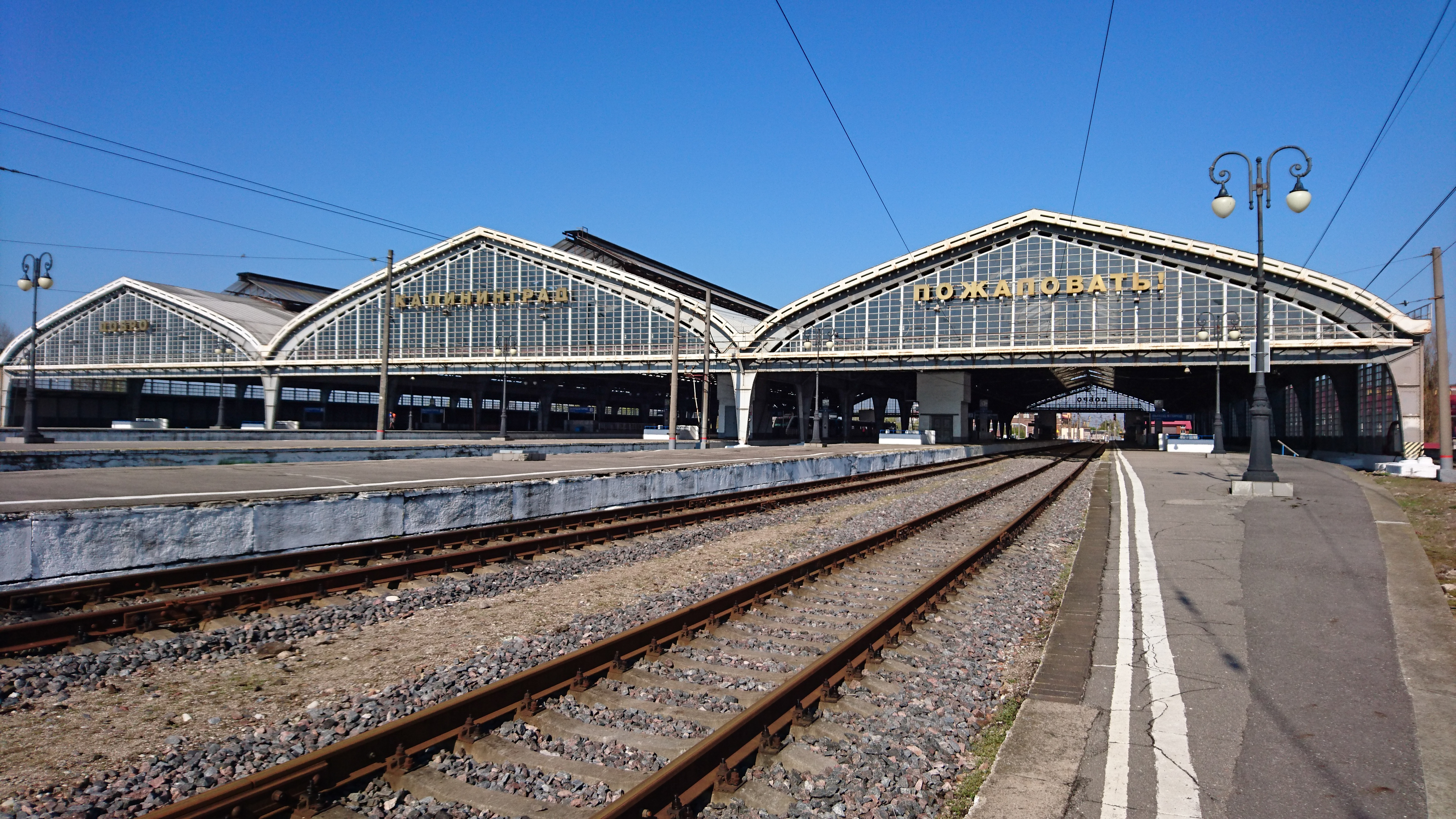
Hale peronowe
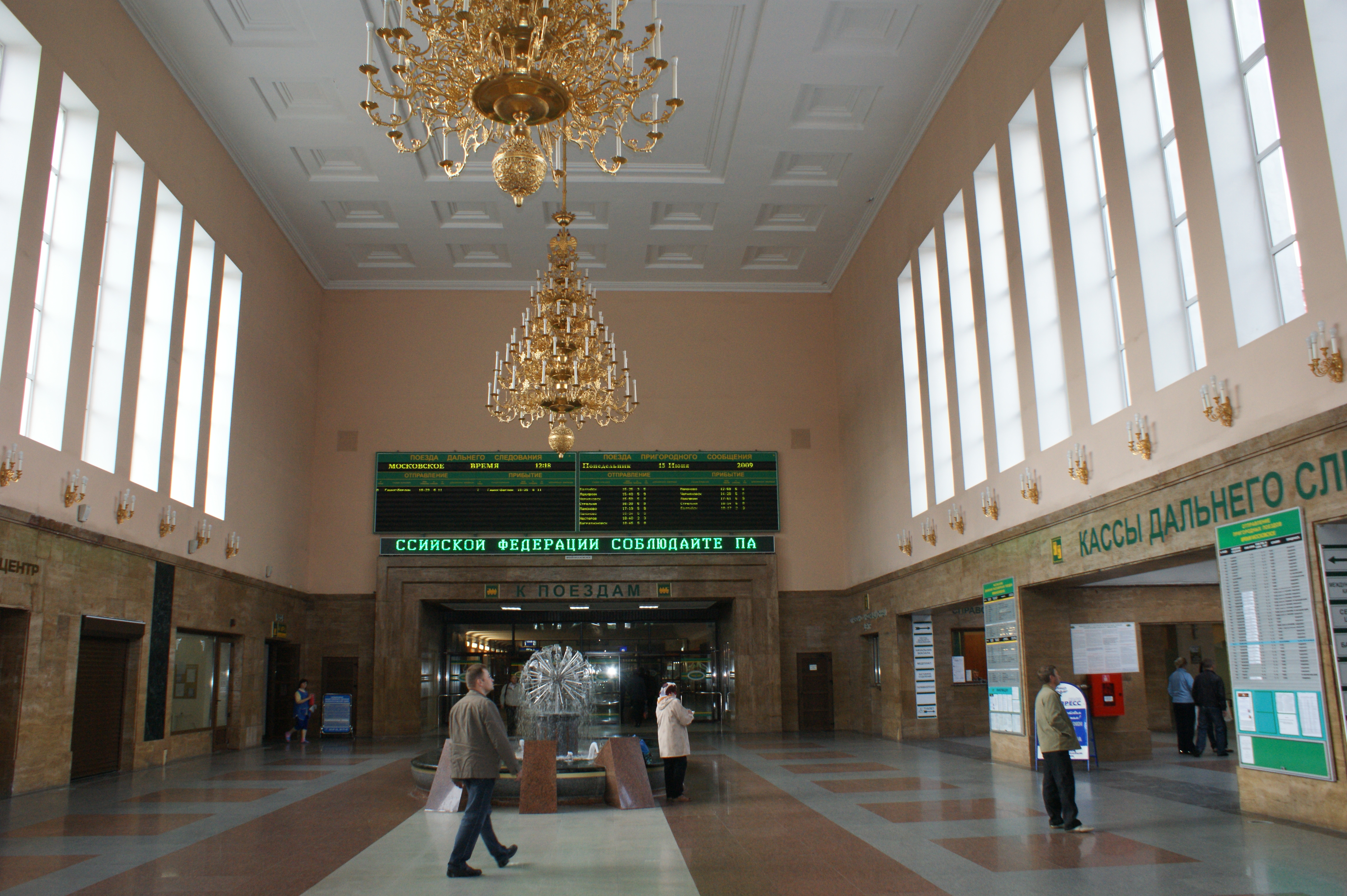
Wnętrze dworca